# 덕소
덕소(德素, 1119년~1174년)는 고려 중기의 승려이다. 속명은 전자미(田子美), 자는 혜약(慧約). 어머니는 남원군부인 양씨(梁氏)이다. 명종 때의 왕사(王師)이며, 천태학의 대가이다. 천태종으로 출가하여 국사에까지 오른, 첫 인물이다.

## 생애
9세 때 의천의 제자로 국청사(國淸寺)에 있었던 교웅(敎雄)에 의하여 득도하였다. 교웅은 덕소가 천태종을 융성하게 할 인물이라고 높이 평가하였다. 하루는 대장당(大藏堂)에 들어가 장경함을 열고 경전을 보다가 문득 그 뜻을 통달하였다고 한다. 인종도 그의 자질에 감탄하여 뒷날 반드시 대법사가 될 것이라고 높이 평가하였다. 그 뒤 1142년(인종 20) 울주(蔚州)에 있는 영축산(靈鷲山)에 머무르며 많은 학승들을 지도하였다. 1153년(의종 7) 선사(禪師)가 되었다가 곧 대선사(大禪師)가 되었고, 1170년 왕사가 되었다가 55세에 서쪽을 향하여 앉은 채 입적하였다.

## 사후
문하에서 천태의 고승들이 많이 배출되었다. 선사의 법계를 받은 승지(承智)를 비롯하여 재사(再思)·담요(曇曜)·의윤(顗胤)·신수(神秀) 등 1,200명의 제자들이 나와 고려 천태종 발전에 크게 기여하였다. 시호는 원각(圓覺)이며, 충북 영동 영국사에 탑비가 있다.

## 같이 보기
- 영동 영국사 원각국사비 - 보물 제534호